# Aeroporto Internacional Marco Polo
O Aeroporto Internacional Marco Polo (códico IATA: VCE, ICAO LIPZ) é um aeroporto localizado perto de Veneza, Itália, em Tessera e é administrado pela SAVE S.p.A. uma empresa fundada em 1987 e gere o aeroporto desde então.
Em 2008, no Aeroporto Internacional Marco Polo, passaram 8 624 333 passageiros, o que o torna o quarto maior aeroporto de Itália em termos de tráfego aéreo.
A abertura de um novo terminal aéreo, em 2002, deu um novo impulso para aumento de tráfego. Em 2007, ocorreu o tráfego recorde com 8 700 000 passageiros.
O aeroporto é constituído por um único terminal de três andares e que está dividido em quatro grande áreas. Os serviços estão assim distribuídos:
Piso 0 - chegadas;
Piso 1 - check-in e partidas;
Piso 2 - áreas VIP, lounge e escritórios.<span, assim distribuídas id=refBSAVE2005>(SAVE, 2005)
O aeroporto está localizado a 12 quilômetros de Veneza por terra e a 10 quilômetros por água, estando ligado às estações ferroviárias de Veneza-Mestre e Veneza-Santa Lúcia através dum serviço de autocarros, cujo terminal se encontra na Piazzale Roma, a 10 minutos a pé da "Ponte della Costituzione".(Emirates, 2009)

## Companhias aéreas
Abaixo está apresentada uma lista com os principais companhias aéreas a operar no Aeroporto Internacional Marco Polo, bem como os seus destinos.
- Aegean Airlines (Atenas)
- Aer Lingus (Dublin)
- Aeroflot (Moscovo)
- airBaltic (Riga)
- Air Europa (Madrid)
- Air France (Lyon, Paris-Charles de Gaulle)
- Air Transat (Montréal-Trudeau, Toronto-Pearson)
- Alitalia (Cagliari, Roma-Fiumicino)
- Austrian Airlines (Viena)
- British Airways (Londres-Gatwick, Londres-Heathrow)
- Brussels Airlines (Bruxelas)
- Carpatair (Timişoara)
- Cimber Air (Copenhaga)
- Czech Airlines (Praga)
- Delta Air Lines (Atlanta [sazonal], Nova Iorque-JFK)
- easyJet (Berlin-Schönefeld, Bristol, East Midlands, Lyon, Londres-Gatwick, Nápoles, Paris-Charles de Gaulle, Roma-Fiumicino)
- Emirates (Dubai)
- Finnair (Helsínquia) Jet2.com (Leeds, Bradford, Edinburgo)
- Iberia Airlines (Madrid)
  - operado por Air Nostrum (Valência)
- KLM
  - operado por KLM Cityhopper (Amesterdão)
- Lufthansa (Frankfurt)
  - operado por Air Dolomiti (Munique)
  - operado por Lufthansa CityLine (Düsseldorf, Munique)
- Luxair (Luxemburgo)
- Meridiana (Cagliari, Napoles, Olbia)
- MyAir (Atenas, Barcelona, Bari, Brindisi, Bucareste-Băneasa, Cagliari, Casablanca, Catania, Palermo, Paris-Orly, Olbia, Sófia)
- Scandinavian Airlines System (Copenhaga, Oslo)
- Skyservice (Roma-Fiumicino [sazonal], Toronto-Pearson [sazonal])
- Swiss International Air Lines
  - operado por Contact Air (Zurique)
- TAP Portugal (Lisboa)
- TAROM (Bucareste-Otopeni)
- Thomson Airways (Londres-Gatwick, Manchester)
- Tunisair (Djerba [sazonal], Monastir [sazonal], Tunis)
- Turkish Airlines (Istanbul-Atatürk)
- TUIfly (Berlim-Tegel, Colónia/Bonn, Hamburgo, Hanôver, Estugarda)
- Vueling Airlines (Barcelona, Madrid, Sevilha)

## Companhias de Transporte de Carga
- Aeroflot-Cargo (Moscovo-Sheremetyevo)
- Air Contractors (Londres-Stansted, Paris-Charles De Gaulle)
- DHL Aviation (Londres-Heathrow)
- FedEx Express (Atlanta, Memphis, Milão-Malpensa, Minneapolis, Nashville, New York-JFK, Paris-Charles de Gaulle)
- TNT Airways (Bruxelas)
- UPS Airlines (New York-JFK)
- Volga-Dnepr (Yemelyanovo, Moscovo-Domodedovo, Moscovo-Sheremetyevo, Moscovo-Vnukovo, Ulyanovsk)